# Marco Etcheverry
Marco Antonio Etcheverry Vargas (* 26. září 1970) je bývalý bolivijský fotbalista a reprezentant. Sedm let působil v americkém klubu D.C. United, kterému pomohl k osmi trofejím. Byl čtyřikrát v řadě nominován do nejlepší jedenáctky Major League Soccer (1996–1999), v roce 1998 byl jmenován nejlepším hráčem celé ligy.

## Klubová kariéra
Etcheverry začal s fotbalem v bolivijské Tahuichi Academy, na profesionální úrovni působil v Bolívii (Destroyers, Bolívar, Oriente Petrolero), Španělsku (Albacete), Chile (Colo-Colo), Kolumbii (América de Cali), Ekvádoru (Barcelona, Emelec) a USA (D.C. United).

## Reprezentační kariéra
Etcheverry odehrál v dresu Bolívie 71 zápasů, ve kterých vstřelil 13 gólů. Čtyři gól vstřelil v kvalifikaci na MS 1994, čímž pomohl Bolívii k první účasti na Mistrovství světa od šampionátu v roce 1950. Hned v prvním utkání na MS 1994 proti Německu byl vyloučen za faul na Lothara Matthäuse, dostal dvouzápasový distanc a na šampionátu si už nezahrál, Bolívie skončila s jedním bodem poslední ve skupině a byla vyřazena. Dvakrát skóroval v Copa América 1997, kde s Bolívií získal překvapivě stříbrné medaile.
| Gól | Datum        | Soutěž              | Zápas               | Skóre (minuta) | Výsledek |
| --- | ------------ | ------------------- | ------------------- | -------------- | -------- |
| 1   | 20. 6. 1993  | Copa América 1993   | Bolívie – Kolumbie  | 1:00(14.)      | 1:1      |
| 2   | 25. 7. 1993  | Kvalifikace MS 1994 | Bolívie – Brazílie  | 1:00(88.)      | 2:0      |
| 3   | 8. 8. 1993   | Kvalifikace MS 1994 | Bolívie – Uruguay   | 2:00(81.)      | 3:1      |
| 4   | 22. 8. 1993  | Kvalifikace MS 1994 | Bolívie – Venezuela | 5:00(78.)      | 7:0      |
| 5   | 22. 8. 1993  | Kvalifikace MS 1994 | Bolívie – Venezuela | 6:00(82.)      | 7:0      |
| 6   | 11. 7. 1995  | Copa América 1995   | Bolívie – USA       | 1:00(23.)      | 1:0      |
| 7   | 25. 10. 1995 | Přátelské utkání    | Bolívie – Ekvádor   | 1:0            | 2:2      |
| 8   | 14. 2. 1996  | Přátelské utkání    | Bolívie – Paraguay  | 4:1            | 4:1      |
| 9   | 7. 7. 1996   | Kvalifikace MS 1998 | Bolívie – Venezuela | 2:00(41.)      | 6:1      |
| 10  | 12. 1. 1997  | Kvalifikace MS 1998 | Bolívie – Ekvádor   | 2:00(12.)      | 2:0      |
| 11  | 15. 6. 1997  | Copa América 1997   | Bolívie – Peru      | 1:00(45.)      | 2:0      |
| 12  | 21. 6. 1997  | Copa América 1997   | Bolívie – Kolumbie  | 1:00(3.)       | 2:1      |
| 13  | 20. 7. 1997  | Kvalifikace MS 1998 | Bolívie – Uruguay   | 1:00(75.)      | 1:0      |

## Trenérská kariéra
Etcheverry se stal trenérem v roce 2009, kdy převzal ekvádorský druholigový klub SD Aucas, byl ale už po čtyřech měsících odvolán. Jeho další trenérskou štací mělo být bolivijské Oriente Petrolero, jednání se ale nevydařila.